# Netværkskabel
Et netværkskabel er et kabel, der forbinder en Switch/Hub/Router/ADSL-forbindelse/T1-forbindelse m.m. med en computer. 
Der findes også krydsede netværkskabler, der tillader forbindelse mellem 2 computere uden brug af et "hotspot" (samlingspunkt – fx switch). De krydsede kabler er dog efterhånden blevet skiftet ud med USB-stik, der fungerer på samme måde. De lige igennem (straight through) netværkskabler er stadig en stor del af netværk i dag, men bliver ofte erstattet af trådløst internet.
Der står "RJ-45" på ledningen med punktskrift, hvis man skulle blive i tvivl.
Når man arbejder med netværkskabler, skal man være opmærksom på at de skal behandles mere varsomt end et normalt strømførende kabel (2-3 ledninger i kablet). Dette er fordi at der findes et flertal (8) af mindre ledninger i selve kablet, der ikke så let er beskyttet mod skarpe knæk og hårdhændet behandling.